# Høgnorsk
Høgnorsk eller højnorsk er den fælles betegnelse for en uofficiel og i dag sjældent brugt form af nynorsk. Grundlaget for høgnorsk er et ønske om at bevare nynorsk skriftsprog som et selvstændigt sprog, der er fri for indflydelse fra Norges anden sprogtradition bokmål. Denne form repræsenterer således en ubrudt tradition fra den første udgave af det nynorske skriftsprog, som det blev opbygget af sprogforskeren og digteren Ivar Aasen i slutningen af 1800-tallet og senere brugt af klassiske nynorske forfattere som Aasmund Olafson Vinje, Arne Garborg, Olav Nygård og Olav Hauge. Et centralt princip i høgnorsk er den såkaldte kontekstlov, der siger, at når et ord skal bøjes, skal roden af ordet gå igen i alle bøjningsformer (herved forstås størst mulig morfemkonstans i stavningen).
I løbet af hovedparten af 1900-tallet var det den norske regerings politik at sammenføre landets dialekter og riksmål – og senere nynorsk og bokmål – til et samnorsk skriftsprog. Officielt nynorsk droppede derfor Ivar Aasens systematiske standardisering og indoptog ord og sætningskonstruktioner fra det såkaldte folkesprog – dvs. dialekterne og arbejderklassens sociolekter – først med retstavningsreformen i 1917 og derefter med den meget omfattende retstavningsreform i 1938. Disse reformer havde til hensigt at tilnærme nynorsk til bokmål og Norges østlige dialekter og medførte således et brud med den sprogtradition, som Ivar Aasen lagde fundamentet til.
I 1938-udgaven af nynorsk retstavning blev et stort antal traditionelle stavemåder og bøjningsformer forbudt eller reduceret til såkaldte "sideformer". Mest dramatiske var nok forbuddet mod det såkaldte i-mål, hvor man skelner mellem stærke og svage hunkønssord. Høgnorskmanden Gustav Indrebø beskrev således 1938-reformen som et "måldrab", snarere end en reform.
Kritikere af høgnorsk hævder ofte, at det er for langt fra almindelig tale i Norge til at være i stand til at bryde igennem som et fuldgyldigt skriftsprog. Høgnorsktilhængerne i Ivar Aasen-sambandet hævder derimod, at det er Ivar Aasens klassiske sprognorm, der er bedst egnet til at afspejle de store forskelle i de norske dialekter. Efter deres opfattelse har tilnærmelsen til den såkaldte folkelige udtale i virkeligheden været en selektiv tilpasning til specifikke dialekter, der har udvandet og kompliceret nynorsk unødigt. Det har bragt dem i konflikt med andre nynorsktilhængere, der har mobiliseret under sloganet "Tal dialekt, skriv nynorsk". Ivar Aasen-sambandet ønsker derimod, at nynorsk skal etablere sin egen normaludtale.
Eftersom høgnorsk er baseret på Ivar Aasen-normalen, er det ofte forbundet med Vestlandet og Telemarken af udenforstående. Der er dog ikke lavet undersøgelser af, hvor mange mennesker, der faktisk bruger høgnorsk til daglig, eller om høgnorskbrugere adskiller sig fra andre nynorskskrivende med hensyn til f.eks. køn, alder og uddannelse.

## Eksterne Henvisninger
- «Høgnorsk eller flatnorsk?» – artikel af forfatteren Torleiv Hannaas
- Mållekken Arkiveret 30. maj 2020 hos  Wayback Machine – en wiki med oplysning om høgnorsk
- Ivar Aasen-sambandet Arkiveret 27. september 2011 hos  Wayback Machine
- hjemmesiden Høgnorskportalen
- Bladet Målmannen
- Høgnorskgrammatikken «Norsk Formlæra»
- Høgnorskordliste «Norsk Ordliste»